# Aliviadero de pared gruesa
Los aliviaderos de pared gruesa son un tipo de dique o presa, generalmente usados en canales y pequeñas presas, con la finalidad de controlar los niveles de agua de una represa.

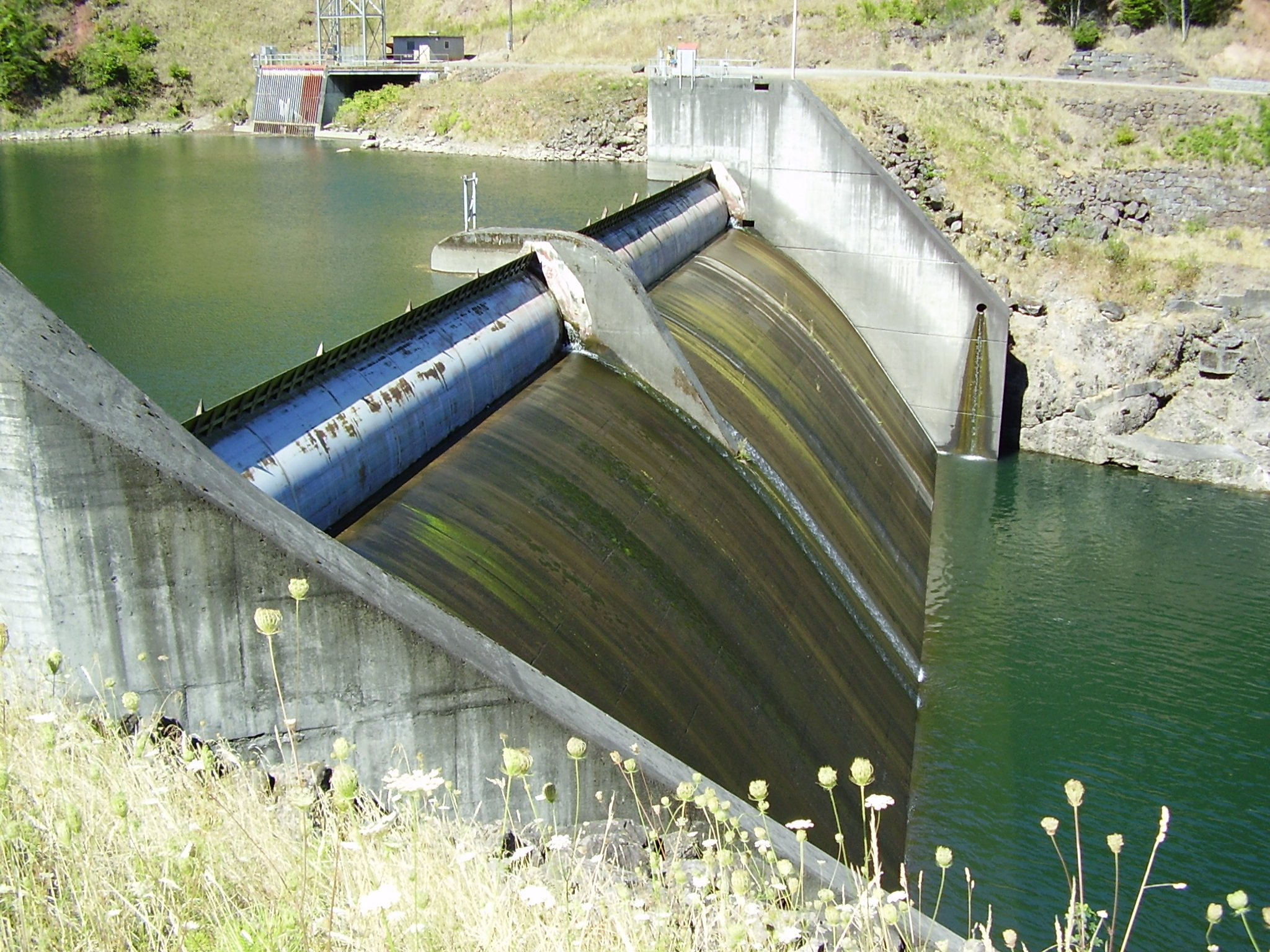
Aliviadero de pared gruedsa y perfil hidráulico de la presa Faraday, Río Clackamas, Oregón.

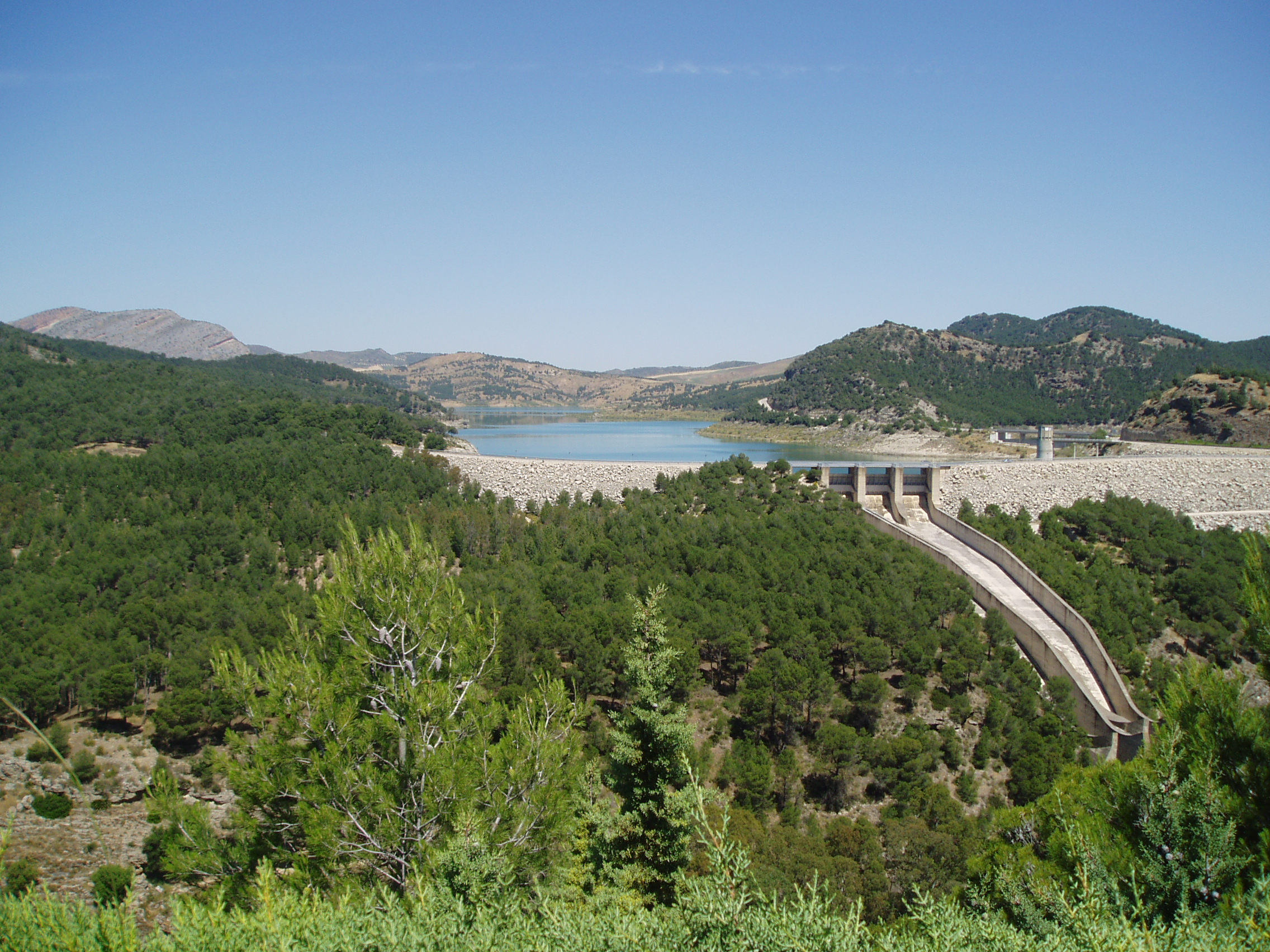
En las presas de materiales sueltos el aliviadero se dispone fuera del cuerpo de presa por razones de seguridad, en la foto Presa de Guadalhorce, Málaga (España). En esta caso, un aliviadero de pared gruesa y perfil hidráulico.

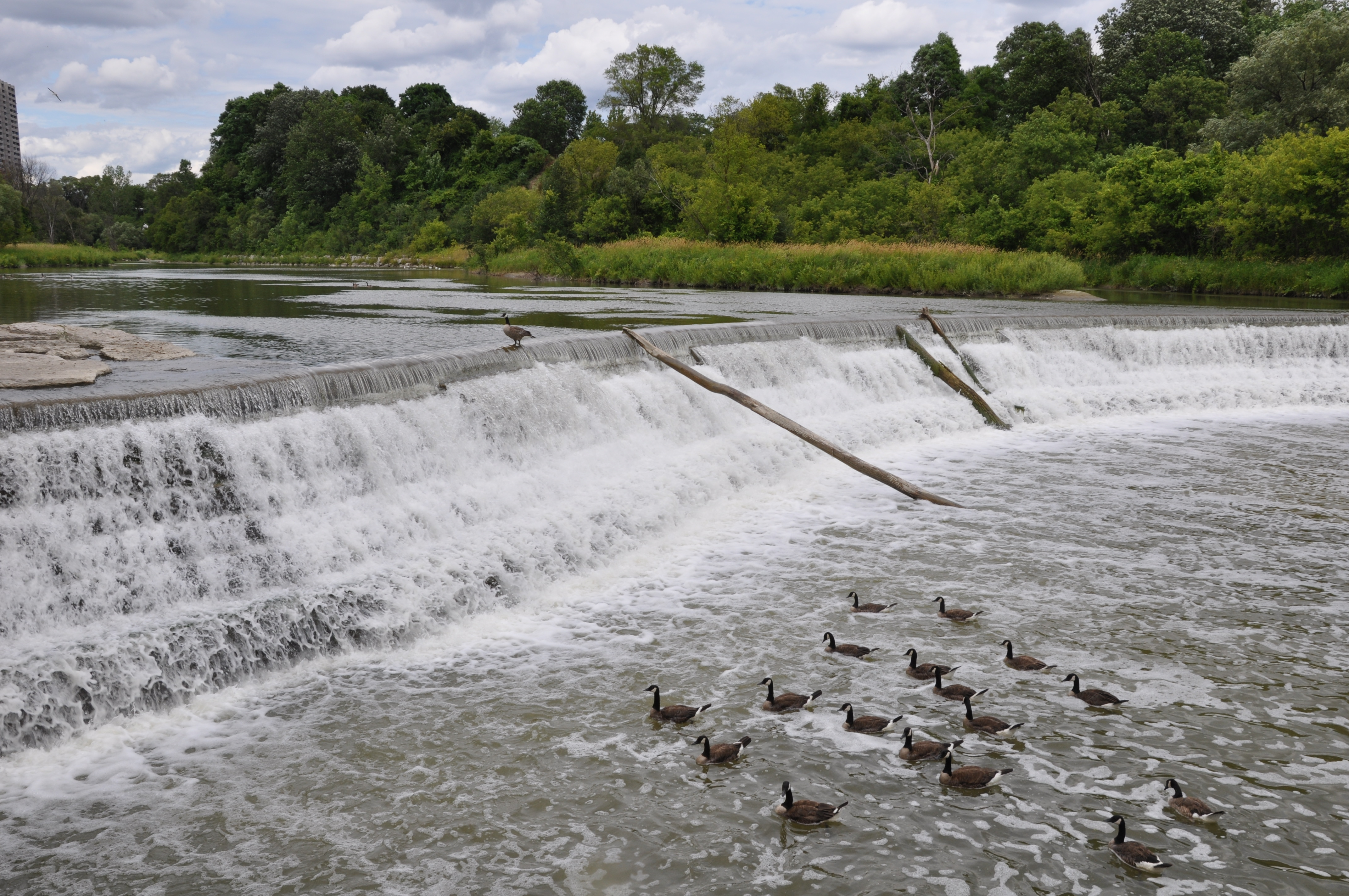
Un aliviadero de pared gruesa en el río Humber cerca del Parque Raymore en Toronto, Canadá.